# 新潟市立早通中学校
新潟市立早通中学校（にいがたしりつ はやどおりちゅうがっこう）は、新潟県新潟市北区早通に所在する市立中学校。

## 概要
葛塚中学校の生徒数増加に伴い、1984年（昭和59年）に分離開校。略称は早中。当校の公式マスコットキャラクターはドリーで、翼のある人間の外見をしている。
- 教育目標
  - 自ら考え　創造する生徒
  - 誠実で　思いやりのある生徒
  - 健康で　たくましい生徒
  - 継続して　実践する生徒[4]
- 制服
  - 男子
    - 冬服：詰襟
    - 夏服：半袖シャツ

  - 女子
    - 冬服：イートンジャケット
    - 夏服：半袖セーラー服
- 部活動
  - サッカー部
  - バスケットボール部
  - バレーボール部
  - 卓球部
  - テニス部
  - 剣道部
  - 水泳部
  - 陸上部
  - 吹奏楽部
  - 科学部
  - 美術部
  - 茶道部
  - 手芸部

## 沿革
- 1984年4月1日 - 生徒数増加に伴い豊栄市立葛塚中学校(当時)より分離設立。
- 2005年3月21日 - 新潟市へ編入合併に伴い新潟市立早通中学校と改称。

## 通学区域
#外部リンクを参照。

### 進学前小学校
- 新潟市立早通南小学校

## 交通
- JR東日本白新線早通駅より徒歩15分